# Cerodontha bambusae
Cerodontha bambusae är en tvåvingeart som beskrevs av Martinez 1992. Cerodontha bambusae ingår i släktet Cerodontha och familjen minerarflugor.
Artens utbredningsområde är Guadeloupe. Inga underarter finns listade i Catalogue of Life.